# Bulgarischer Fußballpokal 1992/93
Der Bulgarischer Fußballpokal 1992/93 war die 53. Austragung des Pokalwettbewerbs im Fußball in Bulgarien. Pokalsieger wurde ZSKA Sofia. Das Team setzte sich im Finale gegen Botew Plowdiw durch. Durch den Sieg qualifizierte sich ZSKA für den Europapokal der Pokalsieger 1993/94.

## Modus
In den ersten drei Runden und im Finale wurden die Begegnungen in einem Spiel entschieden. Bei unentschiedenem Ausgang gab es eine Verlängerung von zweimal 15 Minuten und gegebenenfalls ein Elfmeterschießen.
Von der 4. Runde bis ins Halbfinale wurde der Sieger in Hin- und Rückspiel ermittelt. Bei Torgleichheit entschied zunächst die Anzahl der auswärts erzielten Tore, danach eine Verlängerung und falls erforderlich ein Elfmeterschießen.

## Teilnehmer
| A Grupa (16) | A Grupa (16) | B Grupa (20) | B Grupa (20) |
| --- | --- | --- | --- |
| - Beroe Stara Sagora - Botew Plowdiw - FK Chaskowo - PFC Dobrudscha Dobritsch - Etar Weliko Tarnowo - Jantra Gabrowo - Lewski-1914 Sofia - Lok Gorna Orjachowiza                                                                                             | - Lokomotive Plowdiw - Lokomotive Sofia - Pirin Blagoewgrad - Slawia Sofia - FK Sliwen - Spartak Warna - FC Tschernomorez Burgas - ZSKA Sofia | - Akademik Swischtow - FC Bdin Widin - Belasiza Petritsch - FC Botew Wraza - Dorostol Silistra - FC Dunaw Russe - FC Hebar Pasardschik - Korabostroitel Russe - Lex Lowetsch - Minjor Pernik                                                                                        | - Neftochimik Burgas - Rilski Sportist Samokow - FK Schumen - PFK Montana - Rosowa Dolina Kasanlak - Slantschew brjag Nessebar - FK Spartak Plewen - Spartak Plowdiw - Swetkawiza Targowischte - Tscherno More Warna |
| W Grupa (57) | | | |
| - Akademik Sofia - Arda Kardschali - Assenowez Assenowgrad - FK Bankja - Botew Galabowo - Botew Nowi Pasar - Botew Rogosen - Chimik Dewnja - FC Dimitrowgrad - Druschba Nowi Iskra - FK Dschebel - FK Dulowo - FK Gigant Belene - FK Iskar Roman - FK Jambol | - Jaworow Tschirpan - Kaliakra Kawarna - FK Karnobat - OFK Kom Berkowiza - FK Kubrat - Lewski Glawiniza - FK Lewski Lom - Lewski Ljaskowez - Lokomotive Drjanowo - FK Lewski-Future - Lokomotive Mesdra - FK Mariza Plowdiw - Mariza-Istok Radnewo - Minjor Rudosem | - Minjor Tschiprowzi - Mesta Chadschidimowo - FK Metallik Sopot - Misija Knescha - FK Parwomaj - FK Pawlikeni - Owetsch Prowadija - FK Preslaw - Rodopi Momtschilgrad - Sarja Kruschari - Rakowski Sewliewo - Septemwri Sofia - FK Septemwri Terwel - FK Sliwnischki Geroj Sliwniza | - Strumska Slawa Radomir - Sportist General Toschewo - Storgosija Plewen - Swoboda Peschtera - Tschawdar Bjala Slatina - FK Tschepinez Welingrad - Tschernomorez Baltschik - Tschernolomez Popowo - Tscherno More Pomorie - Tschumerna Elena - Tundscha Tenewo - Welbaschd Kjustendil - Wichar Nikolowo - Wichren Sandanski |

## 1. Runde
Teilnehmer: 18 Drittligisten
| Datum      |                           | Ergebnis              |                         |
| ---------- | ------------------------- | --------------------- | ----------------------- |
| 26.08.1992 | FK Pawlikeni              | 1:1 n. V. (2:4 i. E.) | Tschawdar Bjala Slatina |
| 26.08.1992 | Storgosija Plewen         | 2:0                   | FK Lewski Lom           |
| 26.08.1992 | Lokomotive Drjanowo       | 4:1                   | Botew Rogosen           |
| 26.08.1992 | Minjor Tschiprowzi        | 1 3:0 1               | Tschumerna Elena        |
| 26.08.1992 | Sportist General Toschewo | 2:0                   | FK Preslaw              |
| 26.08.1992 | Wichar Nikolowo           | 0:4                   | Chimik Dewnja           |
| 26.08.1992 | Jaworow Tschirpan         | 1 0:3 1               | FK Metallik Sopot       |
| 26.08.1992 | FK Dschebel               | 1 3:0 1               | Tundscha Tenewo         |
| 26.08.1992 | Botew Galabowo            | 1:1 n. V. (2:1 i. E.) | FK Karnobat             |

## 2. Runde
Teilnehmer: Die 9 Sieger der 1. Runde und weitere 39 Drittligisten
| Datum      |                           | Ergebnis |                               |
| ---------- | ------------------------- | -------- | ----------------------------- |
| 10.09.1992 | Lewski Ljaskowez          | 1 3:0 1  | FK Iskar Roman                |
| 10.09.1992 | FK Gigant Belene          | 1 3:0 1  | OFK Kom Berkowiza             |
| 10.09.1992 | Minjor Tschiprowzi        | 2:1      | Rakowski Sewliewo             |
| 10.09.1992 | FK Lewski-Future          | 1 3:0 1  | Lokomotive Mesdra             |
| 10.09.1992 | Tschawdar Bjala Slatina   | 3:2      | Storgosija Plewen             |
| 10.09.1992 | Misija Knescha            | 1 3:0 1  | Lokomotive Drjanowo           |
| 10.09.1992 | Sportist General Toschewo | 1:3      | Lewski Glawiniza              |
| 10.09.1992 | Chimik Dewnja             | 4:2      | FK Kubrat                     |
| 10.09.1992 | Botew Nowi Pasar          | 5:3      | FK Septemwri Terwel           |
| 10.09.1992 | Kaliakra Kawarna          | 5:1      | Sarja Kruschari               |
| 10.09.1992 | Owetsch Prowadija         | 1 3:0 1  | Tschernolomez Popowo          |
| 10.09.1992 | Tschernomorez Baltschik   | 2:5      | FK Dulowo                     |
| 10.09.1992 | FK Metallik Sopot         | 2:1      | Assenowez Assenowgrad         |
| 10.09.1992 | FK Jambol                 | 1 0:3 1  | Botew Galabowo                |
| 10.09.1992 | Mariza-Istok Radnewo      | 0:1      | FC Dimitrowgrad               |
| 10.09.1992 | FK Parwomaj               | 1 3:0 1  | FK Dschebel                   |
| 10.09.1992 | Rodopi Momtschilgrad      | 1 3:0 1  | Tscherno More Pomorie         |
| 10.09.1992 | Arda Kardschali           | 1:3      | FK Mariza Plowdiw             |
| 10.09.1992 | FK Bankja                 | 1 3:0 1  | Minjor Rudosem                |
| 10.09.1992 | Mesta Chadschidimowo      | 1 3:0 1  | FK Sliwnischki Geroj Sliwniza |
| 10.09.1992 | Druschba Nowi Iskra       | 2:1      | Strumska Slawa Radomir        |
| 10.09.1992 | Septemwri Sofia           | 1:2      | Akademik Sofia                |
| 10.09.1992 | Welbaschd Kjustendil      | 3:0      | Swoboda Peschtera             |
| 10.09.1992 | FK Tschepinez Welingrad   | 0:6      | Wichren Sandanski             |

## 3. Runde
| Datum      |                         | Ergebnis              |                     |
| ---------- | ----------------------- | --------------------- | ------------------- |
| 23.09.1992 | Lewski Ljaskowez        | 0:0 n. V. (7:6 i. E.) | FK Gigant Belene    |
| 23.09.1992 | Minjor Tschiprowzi      | 1 3:0 1               | FK Lewski-Future    |
| 23.09.1992 | Tschawdar Bjala Slatina | 03:0 1                | Misija Knescha      |
| 23.09.1992 | Lewski Glawiniza        | 2:1                   | Kaliakra Kawarna    |
| 23.09.1992 | Botew Nowi Pasar        | 3:1                   | Chimik Dewnja       |
| 23.09.1992 | FK Dulowo               | 2:3 n. V.             | Owetsch Prowadija   |
| 23.09.1992 | Mesta Chadschidimowo    | 2:3                   | Wichren Sandanski   |
| 23.09.1992 | Welbaschd Kjustendil    | 7:1                   | FK Bankja           |
| 23.09.1992 | Botew Galabowo          | 1 0:3 1               | FK Parwomaj         |
| 23.09.1992 | FK Mariza Plowdiw       | 4:2                   | FC Dimitrowgrad     |
| 23.09.1992 | Rodopi Momtschilgrad    | 2:3                   | FK Metallik Sopot   |
| 23.09.1992 | Akademik Sofia          | 1:1 n. V. (5:3 i. E.) | Druschba Nowi Iskra |

## 4. Runde
Teilnehmer: Die 12 Sieger der 3. Runde und die 20 Zweitligisten
| Datum             |                           | Gesamt |                         | Hinspiel | Rückspiel |
| ----------------- | ------------------------- | ------ | ----------------------- | -------- | --------- |
| 07.10./21.10.1992 | Lewski Ljaskowez          | 0:4    | Minjor Pernik           | 0:1      | 0:3       |
| 07.10./21.10.1992 | Tschawdar Bjala Slatina   | 0:5    | Spartak Plowdiw         | 0:0      | 0:5       |
| 07.10./21.10.1992 | Owetsch Prowadija         | 0:6    | Minjor Tschiprowzi      | 1 0:3 1  | 0:3       |
| 07.10./21.10.1992 | FC Hebar Pasardschik      | 2:4    | PFK Montana             | 1:1      | 1:3       |
| 07.10./21.10.1992 | Slantschew brjag Nessebar | 2:5    | Rilski Sportist Samokow | 2:2      | 00:3 1    |
| 07.10./21.10.1992 | FK Spartak Plewen         | 1:3    | FC Bdin Widin           | 1:0      | 0:3       |
| 07.10./21.10.1992 | Rosowa Dolina Kasanlak    | 4:7    | Swetkawiza Targowischte | 2:1      | 2:6       |
| 07.10./21.10.1992 | Belasiza Petritsch        | 1:6    | FC Dunaw Russe          | 0:2      | 1:4       |
| 07.10./21.10.1992 | FK Parwomaj               | 4:1    | FC Botew Wraza          | 3:0      | 1:1       |
| 07.10./21.10.1992 | Lex Lowetsch              | 7:0    | Neftochimik Burgas      | 3:0      | 4:0       |
| 07.10./21.10.1992 | Akademik Swischtow        | 3:4    | Tscherno More Warna     | 2:0      | 1:4 n. V. |
| 07.10./21.10.1992 | Lewski Glawiniza          | 3:7    | Dorostol Silistra       | 2:4      | 1:3       |
| 07.10./21.10.1992 | Welbaschd Kjustendil      | 0:4    | FK Schumen              | 0:1      | 1 0:3 1   |
| 07.10./21.10.1992 | Korabostroitel Russe      | 1:2    | Botew Nowi Pasar        | 0:0      | 1:2       |

## 5. Runde
Teilnehmer: Die 16 Sieger der 4. Runde und die 16 Erstligisten
| Datum             |                          | Gesamt    |                         | Hinspiel | Rückspiel |
| ----------------- | ------------------------ | --------- | ----------------------- | -------- | --------- |
| 04.11./07.11.1992 | Rilski Sportist Samokow  | 3:5       | Lewski-1914 Sofia       | 1:1      | 2:4       |
| 07.11./14.11.1992 | Tscherno More Warna      | 3:2       | Lokomotive Plowdiw      | 1:0      | 2:2       |
| 07.11./14.11.1992 | Slawia Sofia             | 0:3       | Lex Lowetsch            | 0:3      | 0:0       |
| 07.11./14.11.1992 | Lokomotive Sofia         | (a)2:2(a) | Beroe Stara Sagora      | 1:0      | 1:2       |
| 07.11./14.11.1992 | Spartak Plowdiw          | 1:4       | ZSKA Sofia              | 1:1      | 00:3 1    |
| 07.11./14.11.1992 | FC Tschernomorez Burgas  | 3:0       | FK Mariza Plowdiw       | 2:0      | 1:0       |
| 07.11./14.11.1992 | Jantra Gabrowo           | 1:8       | Botew Plowdiw           | 1:5      | 00:3 1    |
| 07.11./14.11.1992 | Pirin Blagoewgrad        | 2:1       | Minjor Pernik           | 1:0      | 1:1       |
| 07.11./14.11.1992 | PFC Dobrudscha Dobritsch | (a)2:2(a) | Swetkawiza Targowischte | 1:0      | 1:2       |
| 07.11./14.11.1992 | Lok Gorna Orjachowiza    | (a)1:1(a) | FC Bdin Widin           | 0:0      | 1:1       |
| 07.11./14.11.1992 | PFK Montana              | 11:00     | Minjor Tschiprowzi      | 8:0      | 03:0 1    |
| 07.11./14.11.1992 | FK Schumen               | 1:3       | Etar Weliko Tarnowo     | 1:2      | 0:1       |
| 07.11./14.11.1992 | FK Metallik Sopot        | 1:2       | FK Parwomaj             | 1:1      | 0:1       |
| 07.11./14.11.1992 | FC Dunaw Russe           | 5:2       | Dorostol Silistra       | 2:0      | 3:2       |
| 07.11./14.11.1992 | Spartak Warna            | 1:3       | FK Chaskowo             | 1:1      | 0:2       |
| 07.11./14.11.1992 | Botew Nowi Pasar         | 1:3       | FK Sliwen               | 1:0      | 0:3       |

## Achtelfinale
| Datum             |                         | Gesamt    |                          | Hinspiel | Rückspiel |
| ----------------- | ----------------------- | --------- | ------------------------ | -------- | --------- |
| 06.12./12.12.1992 | FC Dunaw Russe          | (a)2:2(a) | PFC Dobrudscha Dobritsch | 1:2      | 1:0       |
| 06.12./12.12.1992 | FC Tschernomorez Burgas | (a)4:4(a) | FK Chaskowo              | 4:2      | 0:2       |
| 06.12./12.12.1992 | Lokomotive Sofia        | 2:4       | Lewski-1914 Sofia        | 1:3      | 1:1       |
| 06.12./12.12.1992 | ZSKA Sofia              | 6:0       | PFK Montana              | 5:0      | 1:0       |
| 06.12./12.12.1992 | Etar Weliko Tarnowo     | 5:2       | Tscherno More Warna      | 5:1      | 0:1       |
| 06.12./12.12.1992 | Lex Lowetsch            | 4:5       | Lok Gorna Orjachowiza    | 3:2      | 1:3       |
| 06.12./12.12.1992 | Pirin Blagoewgrad       | 1:2       | Botew Plowdiw            | 1:0      | 0:2 n. V. |
| 06.12./12.12.1992 | FK Parwomaj             | 3:4       | FK Sliwen                | 1:2      | 2:2 n. V. |

## Viertelfinale
| Datum             |                          | Gesamt |                       | Hinspiel | Rückspiel |
| ----------------- | ------------------------ | ------ | --------------------- | -------- | --------- |
| 24.03./07.04.1993 | Lewski-1914 Sofia        | 8:4    | FK Sliwen             | 6:2      | 2:2       |
| 24.03./07.04.1993 | ZSKA Sofia               | 10:20  | FK Chaskowo           | 5:1      | 5:1       |
| 24.03./07.04.1993 | Botew Plowdiw            | 4:2    | Lok Gorna Orjachowiza | 3:0      | 1:2       |
| 24.03./21.04.1993 | PFC Dobrudscha Dobritsch | 1:4    | Etar Weliko Tarnowo   | 1:1      | 0:3       |

## Halbfinale
| Datum             |                     | Gesamt |               | Hinspiel | Rückspiel |
| ----------------- | ------------------- | ------ | ------------- | -------- | --------- |
| 05.05./19.05.1993 | Lewski-1914 Sofia   | 2:3    | Botew Plowdiw | 2:0      | 0:3       |
| 05.05./19.05.1993 | Etar Weliko Tarnowo | 3:7    | ZSKA Sofia    | 2:3      | 1:4       |

## Finale
| Paarung        | ZSKA Sofia – Botew Plowdiw |
| Ergebnis       | 1:0 (1:0) |
| Datum          | 2. Juni 1993 |
| Stadion        | Christo-Botew-Stadion, Blagoewgrad |
| Zuschauer      | 18.000 |
| Schiedsrichter | Dimo Momirow |
| Tore           | 1:0 Kiril Metkow (10.) |
| ZSKA Sofia     | Rumen Nenow – Sarko Matschew, Rosen Kirilow, Milem Radukanow, Boban Babunski – Iwajlo Kirow , Anatoli Nankow (79. Wiktorio Pawlow), Christo Koilow, Kiril Metkow – Boschidar Iskrenow (14. Stefan Draganow), Iwajlo Andonow Cheftrainer: Zwetan Jontschew           |
| Botew Plowdiw  | Dimitar Popow – Jengibar Jengibarow, Georgi Andonow (78. Marin Bakalow), Iwan Kotschew, Saprjan Rakow – Iwan Dobrewski (78. Rumen Tschakarow), Jasen Petrow, Todor Sajzew – Boris Chwojnew, Zwetosar Dermendschiew, Geno Dobrewski Cheftrainer: Dinko Dermendschiew |